# J. Paul Getty

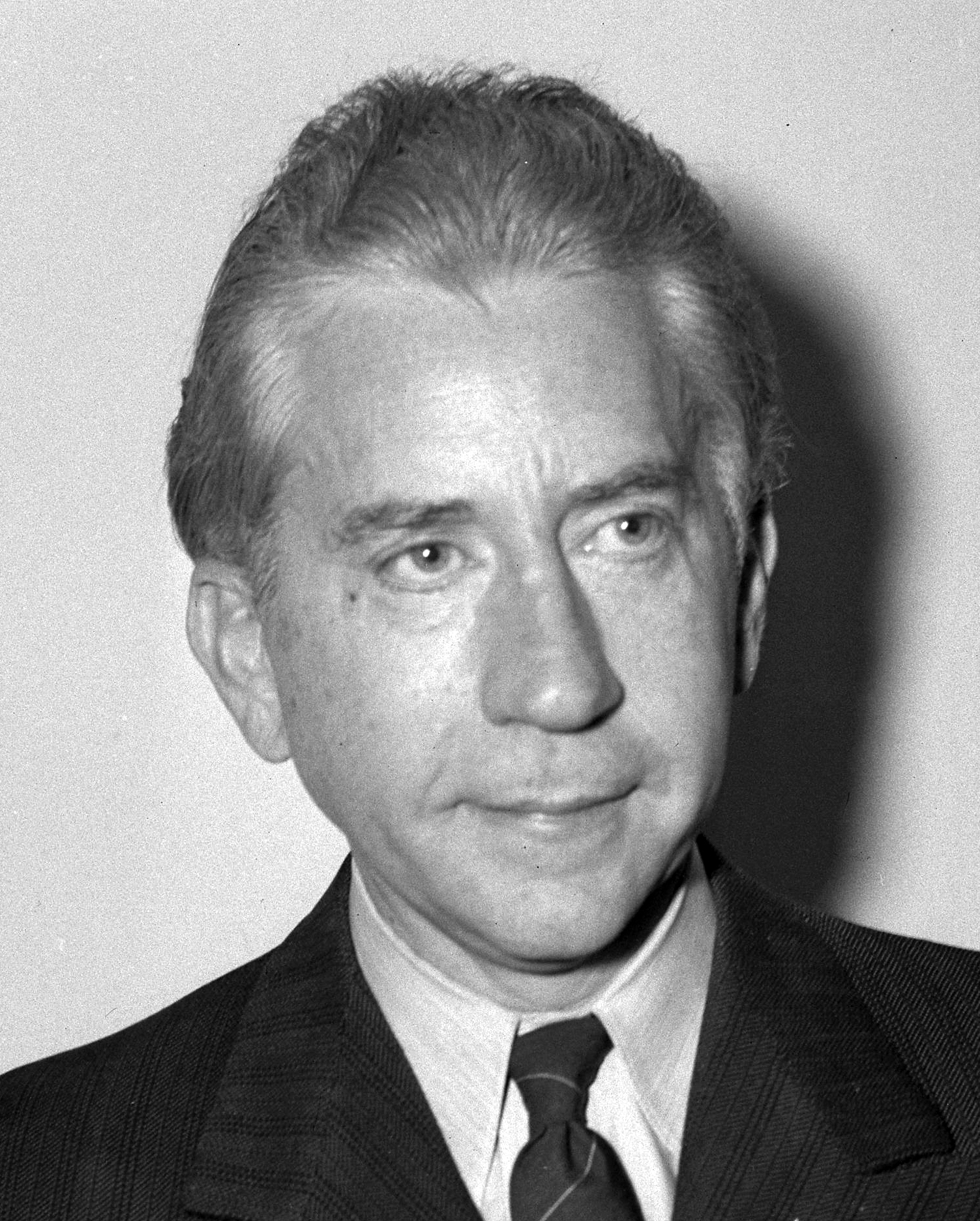
J. Paul Getty (1944)

Jean Paul Getty (* 15. Dezember 1892 in Minneapolis, Minnesota, USA; † 6. Juni 1976 in Woking, Surrey, Vereinigtes Königreich) war ein US-amerikanischer Öl-Tycoon, Industrieller und Kunstmäzen. Er galt zu seiner Zeit als reichste Person der Welt. 1966 belief sich sein Vermögen auf 1,2 Milliarden US-Dollar, was heute einer Kaufkraft von rund 10 Milliarden US-Dollar entspricht.

## Leben

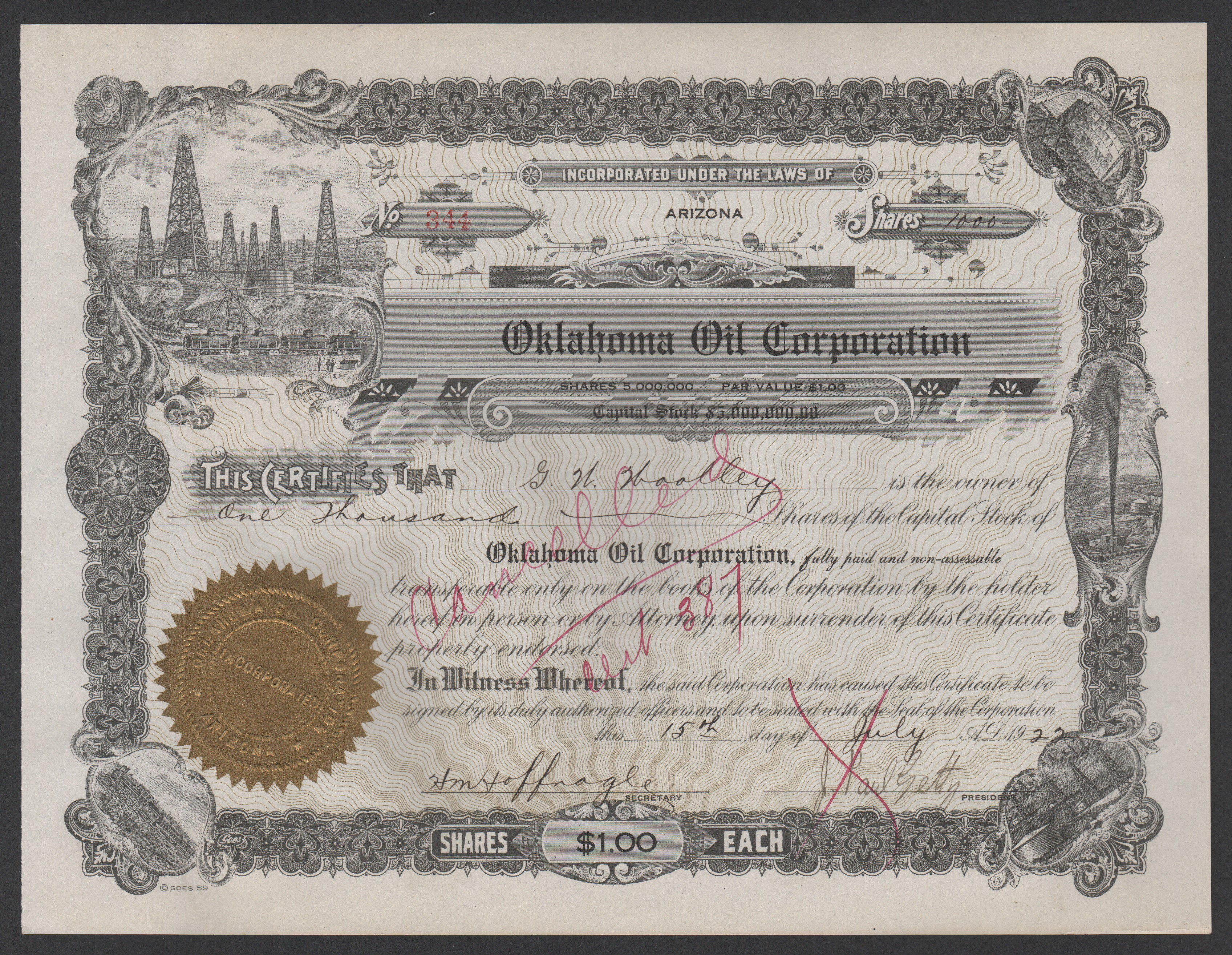
Aktie der Oklahoma Oil Corp. vom 15. Juli 1922, signiert vom Präsidenten J. Paul Getty

J. Paul Getty war ein Sohn von George Franklin Getty und dessen Frau Sarah Risher. Die «Oklahoma Oil Corporation» war die erste Gesellschaft, die Jean Paul Getty als Präsident leitete. Er war der Gründer der Getty Oil Co., die seit 1984 zu Texaco Inc. gehört. Neben seiner erfolgreichen unternehmerischen Tätigkeit war er auch Kunstsammler und -mäzen. Er gründete 1953 die Stiftung J. Paul Getty Museum Trust, die bis heute Träger des Paul Getty Museums ist. Das von Getty in Auftrag gegebene Originalgebäude, die Getty Villa auf dem Gelände seines eigenen Privathauses, beherbergt heute die Antikenabteilung des Museums.
Getty starb 1976 in Sutton Place, seinem Landhaus zwischen Woking und Guildford in Surrey, England.

## Familie
1923–1925 ⚭ Jeanette Demont (1904–1986)
- George Franklin Getty (1924–1973)

1926–1928 ⚭ Allene Ashby (1909–1970), Tochter eines texanischen Ranchers
- keine Kinder

1928–1932 ⚭ Adolphine Helmle (1910–2009), Tochter eines deutschen Industriellen
- Jean Ronald Getty (1929–2009[7])

1932–1935 ⚭ Ann Rork (1908–1988), Tochter eines Hollywood-Produzenten.
- John Paul Getty II (1932–2003) ⚭ 1956 / ⚮ 1964 Gail Harris | 2. ⚭ 1966 Talitha Pol (1940–1971)
- Gordon Peter Getty (* 1933) ⚭ 1964 Ann Gilbert (1941–2020)

1939–1958 ⚭ Louisa Theodora „Teddy“ Lynch (1913–2017)
- Timothy Getty (1946–1958), starb im Alter von zwölf Jahren

Am 10. Juli 1973 wurde sein Enkel John Paul Getty III, Sohn von John Paul Getty II, als 16-Jähriger in Rom entführt. Der Großvater weigerte sich zunächst, Lösegeld zu bezahlen, da er vermutete, die Entführung sei nur vorgetäuscht. Die Entführer schnitten John Paul daraufhin ein Ohr ab und schickten es an eine Zeitung. Danach bezahlte Getty ca. 3,0 Mio. US-Dollar. Durch Medienberichte wurde bekannt, dass er von seinem Sohn verlangte, ihm 800.000 Dollar mit Zinsen zurückzuzahlen.
2017 entstand der Spielfilm Alles Geld der Welt von Ridley Scott, der sich der Entführung annimmt. Christopher Plummer spielt darin die Rolle von J. Paul Getty. In der Fernsehserie Trust von Danny Boyle aus dem Jahr 2018 wird Getty von Donald Sutherland verkörpert.

## Schriften
- The history of the bigger oil business of George F. S. F. and J. Paul Getty from 1903 to 1939. Los Angeles 1941.
- Europe in the Eighteenth Century. [Santa Monica, Calif.] 1949.
- mit Ethel Le Vane; Collector's Choice. The Chronicle of an Artistic Odyssey through Europe. W. H. Allen, London 1955.
  - deutsch: Streifzüge eines Kunstsammlers. Bruckmann, München 1957.
- My Life and Fortunes. Duell, Sloan & Pearce, New York 1963.
- The Joys of Collecting. Hawthorn Books, New York 1965.
- How to be Rich. Playboy Press, Chicago 1965.
  - deutsch: So macht man Milliarden. Aufzeichnungen und Ratschläge des reichsten Mannes der Welt. Molden, München 1965
- The Golden Age. Trident Press, New York 1968.
- How to be a Successful Executive. Playboy Press, Chicago 1971.
- As I See It. The Autobiography of J. Paul Getty. Prentice-Hall, Englewood Cliffs, N.J. 1976, ISBN 0-13-049593-X.